# 기타우오누마군

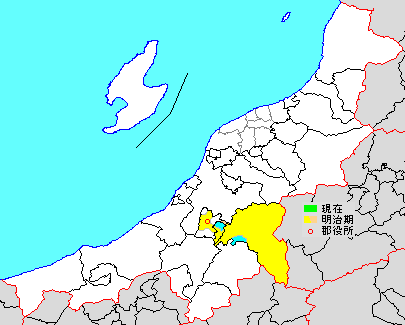
니가타현 기타우오누마군의 위치(하늘색:후에 다른 군에서 편입한 구역 연노랑:후에 다른군에 편입된 구역)

기타우오누마군(北魚沼郡)은 일본 니가타현에 있던 군이다.

## 군역
1879년 행정 구역으로 발족 당시의 군역은 아래 구역에 해당한다.
- 오지야시의 대부분
- 우오누마시의 대부분
- 나가오카시의 일부

## 역사
- 1879년 4월 9일 - 군구정촌 편제법이 니가타현에서 시행되면서, 우오누마군 가운데 1정 156촌으로 행정 구역으로서의 기타우오누마군이 발족.

- 1889년 4월 1일 - 정촌제 시행으로 아래의 정촌이 발족.(1정 33촌)

- 오지야정(小千谷町): 현 오지야시
- 시로카와촌(城川村): 현 오지야시
- 사쿠라마치촌(桜町村): 현 오지야시
- 요시다니촌(吉谷村): 현 오지야시
- 야마노베촌(山辺村): 현 오지야시
- 지다촌(千田村): 현 오지야시
- 사부쇼촌(三仏生村): 현 오지야시
- 고노야촌(鴻野谷村): 현 오지야시
- 히우촌(薭生村): 현 오지야시
- 가미가와촌(上川村): 현 나가오카시
- 가와이촌(川井村): 현 오지야시
- 다무기야마촌(田麦山村): 현 나가오카시
- 가와구치촌(川口村): 현 나가오카시
- 쓰야마촌(津山村): 현 나가오카시
- 다가와이리촌(田川入村): 현 우오누마시
- 호리노우치촌(堀之内村): 현 우오누마시
- 우가치촌(宇賀地村): 현 우오누마시
- 시로시타촌(城下村): 현 우오누마시
- 고이데마치촌(小出町村): 현 우오누마시
- 아오시마촌(青島村): 현 우오누마시
- 사나시촌(佐梨村): 현 우오누마시
- 유노타니촌(湯ノ谷村): 현 우오누마시
- 핫카촌(八箇村): 현 우오누마시
- 야부카미촌(藪神村): 현 우오누마시
- 하네가와촌(羽川村): 현 우오누마시
- 시마마치촌(島町村): 현 우오누마시
- 시모조촌(下条村): 현 우오누마시
- 오비로촌(小平尾村): 현 우오누마시
- 나카조촌(中条村): 현 우오누마시
- 스하라촌(須原村): 현 우오누마시
- 히로세촌(広瀬村)(제1차): 현 우오누마시
- 가미조촌(上条村): 현 우오누마시
- 다카네촌(高根村): 현 우오누마시
- 이리히로세촌(入広瀬村): 현 우오누마시
- 시오야촌이 고시군 히가시야마촌이 됨.

- 1893년
  - 4월 1일 - 다카네촌의 일부가 분리되어 다카쿠라촌(高倉村)이 발족.(1정 34촌)
  - 7월 1일 - 다카네촌이 이리히로세촌에 편입.(1정 33촌)
- 1896년 8월 14일 - 고이데마치촌·아오시마촌이 합병하여, 고이데정(小出町)이 발족.(2정 31촌)
- 1901년 11월 1일 - 아래의 정촌 통합이 이뤄짐. 모두 신설합병.(2정 16촌)

- 가와구치촌 ← 가와구치촌, 쓰야마촌
- 히우촌 ← 히우촌, 가미가와촌
- 시로카와촌 ← 시로카와촌, 사쿠라마치촌, 고노야촌(일부)
- 지다촌 ← 지다촌, 사부쇼촌, 고노야촌(일부)
- 호리노우치촌 ← 호리노우치촌, 시로시타촌, 우가치촌
- 고이데정 ← 고이데정, 사나시촌, 시마마치촌(일부)
- 야부카미촌 ← 야부카미촌, 하네가와촌, 시마마치촌(일부)
- 스하라촌 ← 스하라촌, 히로세촌(제1차)
- 유노타니촌(湯之谷村) ← 유노타니촌(湯ノ谷村), 핫카촌
- 히로세촌(広瀬村)(제2차) ← 시모조촌, 나카조촌, 오비로촌
- 가미조촌 ← 가미조촌, 다카쿠라촌

- 1926년
  - 4월 1일 - 호리노우치촌·다가와이리촌이 합병하여, 새로이 호리노우치촌이 발족.(2정 15촌)
  - 11월 10일 - 호리노우치촌이 정제 시행으로 호리노우치정(堀之内町)이 됨.(3정 14촌)
- 1929년 3월 1일 - 히우촌의 일부가 오지야정, 잔여부가 가와구치촌에 분할편입.(3정 13촌)
- 1942년 4월 1일 - 야마노베촌이 오지야정에 편입.(3정 12촌)
- 1943년 4월 1일 - 요시다니촌이 오지야정에 편입.(3정 11촌)
- 1950년 4월 1일 - 고이데정이 미나미우오누마군 이메가사키촌의 일부를 편입.
- 1954년
  - 3월 10일 - 오지야정이 시로카와촌·지다촌을 편입한 후 시제 시행으로오지야시(小千谷市)가 되어, 군에서 이탈.(2정 9촌)
  - 3월 31일 - 다무기야마촌이 가와구치촌에 편입.(2정 8촌)
  - 5월 1일
    - 가와이촌이 오지야시에 편입.(2정 7촌)
    - 고이데정이 미나미우오누마군 이메가사키촌을 편입.

  - 11월 1일 - 가와구치촌이 고시군 히가시야마촌의 일부를 편입[1].
- 1955년 3월 31일 - 히로세촌·야부카미촌이 합병하여, 히로카미촌(広神村)이 발족.(2정 6촌)
- 1956년
  - 9월 30일 - 스하라촌·가미조촌이 합병하여, 스몬촌(守門村)이 발족.(2정 5촌)
  - 10월 1일 - 히로카미촌이 고시군 야마코시촌의 일부를 편입.
- 1957년 8월 1일 - 가와구치촌이 정제 시행으로 가와구치정(川口町)이 됨.(3정 4촌)
- 2004년 11월 1일 - 고이데정·호리노우치정·이리히로세촌·스몬촌·히로카미촌·유노타니촌이 합병하여, 우오누마시(魚沼市)가 발족, 군에서 이탈.(1정)
- 2010년 3월 31일 - 가와구치정이 나가오카시에 편입. 이날 기타오우누마군이 폐지됨.

## 참고 문헌
- 《가도카와 일본 지명 대사전》 편집위원회, 편집. (1989년 9월 1일). 《가도카와 일본 지명 대사전》. 15 니가타현. 가도카와 쇼텐. ISBN 4040011503.

## 같이 보기
- 우오누마군
- 나카우오누마군
- 미나미우오누마군